# Saison 1999 de la NFL
Navigation
Édition précédente Édition suivante
La saison 1999 de la NFL est la 80e saison de la National Football League. Elle voit le sacre des St. Louis Rams à l'occasion du Super Bowl XXXIV.

## Modification et expansion
- Les Oilers du Tennessee changent de nom pour les Titans du Tennessee, le logo est modifié également.
- La NFL accorde une nouvelle franchise d'expansion à la ville de Cleveland à la suite de la construction d'un nouveau stade. Les Browns de Cleveland sont donc de retour après 3 saisons d'absence.

## Classement général
| Qualifié en play-offs |

| AFC Est              |      |      |      |        |          |            |
| Franchise            | Vic. | Déf. | Nuls | % vic. | Pts pour | Pts contre |
| Indianapolis Colts   | 13   | 3    | 0    | .813   | 423      | 333        |
| Buffalo Bills        | 11   | 5    | 0    | .688   | 320      | 229        |
| Miami Dolphins       | 9    | 7    | 0    | .563   | 326      | 336        |
| New York Jets        | 8    | 8    | 0    | .500   | 308      | 309        |
| New England Patriots | 8    | 8    | 0    | .500   | 299      | 284        |
| AFC Central          |      |      |      |        |          |            |
| Franchise            | Vic. | Déf. | Nuls | % vic. | Pts pour | Pts contre |
| Jacksonville Jaguars | 14   | 2    | 0    | .875   | 396      | 217        |
| Tennessee Titans     | 13   | 3    | 0    | .813   | 392      | 324        |
| Baltimore Ravens     | 8    | 8    | 0    | .500   | 324      | 277        |
| Pittsburgh Steelers  | 6    | 10   | 0    | .375   | 317      | 320        |
| Cincinnati Bengals   | 4    | 12   | 0    | .250   | 283      | 460        |
| Cleveland Browns     | 2    | 14   | 0    | .125   | 217      | 437        |
| AFC Ouest            |      |      |      |        |          |            |
| Franchise            | Vic. | Déf. | Nuls | % vic. | Pts pour | Pts contre |
| Seattle Seahawks     | 9    | 7    | 0    | .563   | 338      | 298        |
| Kansas City Chiefs   | 9    | 7    | 0    | .563   | 390      | 322        |
| San Diego Chargers   | 8    | 8    | 0    | .500   | 269      | 316        |
| Oakland Raiders      | 8    | 8    | 0    | .500   | 390      | 329        |
| Denver Broncos       | 6    | 10   | 0    | .375   | 314      | 318        |

| NFC Est             |      |      |      |        |          |            |
| Franchise           | Vic. | Déf. | Nuls | % vic. | Pts pour | Pts contre |
| Washington Redskins | 10   | 6    | 0    | .625   | 443      | 377        |
| Dallas Cowboys      | 8    | 8    | 0    | .500   | 352      | 276        |
| New York Giants     | 7    | 9    | 0    | .438   | 299      | 358        |
| Arizona Cardinals   | 6    | 10   | 0    | .375   | 245      | 382        |
| Philadelphia Eagles | 5    | 11   | 0    | .313   | 272      | 357        |
| NFC Central         |      |      |      |        |          |            |
| Franchise           | Vic. | Déf. | Nuls | % vic. | Pts pour | Pts contre |
| Tampa Bay Buccs     | 11   | 5    | 0    | .688   | 270      | 235        |
| Minnesota Vikings   | 10   | 6    | 0    | .625   | 399      | 335        |
| Detroit Lions       | 8    | 8    | 0    | .500   | 322      | 323        |
| Green Bay Packers   | 8    | 8    | 0    | .500   | 357      | 341        |
| Chicago Bears       | 6    | 10   | 0    | .375   | 272      | 341        |
| NFC Ouest           |      |      |      |        |          |            |
| Franchise           | Vic. | Déf. | Nuls | % vic. | Pts pour | Pts contre |
| St. Louis Rams      | 13   | 3    | 0    | .813   | 526      | 242        |
| Carolina Panthers   | 8    | 8    | 0    | .500   | 421      | 381        |
| Atlanta Falcons     | 5    | 11   | 0    | .313   | 285      | 380        |
| San Francisco 49ers | 4    | 12   | 0    | .250   | 295      | 453        |
| New Orleans Saints  | 3    | 13   | 0    | .188   | 260      | 434        |

- New York Jets termine devant New England en AFC Est en raison des résultats enregistrés en division (4-4 contre 2-6).
- Seattle termine devant Kansas City en AFC Ouest en raison des résultats enregistrés en confrontation directe (2-0).
- San Diego termine devant Oakland en AFC Ouest en raison des résultats enregistrés en division (5-3 contre 3-5).
- Miami gagne la troisième Wild Card de l'AFC devant Kansas City en raison des résultats enregistrés face à des adversaires communs (6-1 contre 5-3).
- Dallas gagne la deuxième NFC Wild Card de la NFC devant Detroit et Carolina en raison des résultats enregistrés face à des adversaires communs (3-2 contre 3-3, concernant Detroit) en raison des résultats enregistrés en conférence (7-5 contre 6-6, concernant Carolina).
- Detroit gagne la troisième Wild Card de la NFC Wild Card devant Green Bay et Carolina en raison des résultats enregistrés en conférence (7-5, contre 6-6 pour Green Bay et 6-6 pour Carolina).

## Play-offs
Les équipes évoluant à domicile sont nommées en premier. Les vainqueurs sont en gras

### AFC
- Wild Card : 
  - 8 janvier 2000 : Tennessee 22-16 Buffalo
  - 9 janvier 2000 : Seattle 17-20 Miami
- Premier tour : 
  - 15 janvier 2000 : Jacksonville 62-7 Miami
  - 16 janvier 2000 : Indianapolis 16-19 Tennessee
- Finale AFC : 
  - 23 janvier 2000 : Jacksonville 14-33 Tennessee

### NFC
- Wild Card : 
  - 8 janvier 2000 : Washington 27-13 Detroit
  - 9 janvier 2000 : Minnesota 27-10 Dallas
- Premier tour : 
  - 15 janvier 2000 : Tampa Bay 14-13 Washington
  - 16 janvier 2000 : St. Louis 49-37 Minnesota
- Finale NFC : 
  - 23 janvier 2000 : St. Louis 11-6 Tampa Bay

### Super Bowl XXXIV
- 30 janvier 2000 : St. Louis (NFC) 23-16 Tennessee (AFC), au Georgia Dome d'Atlanta